# Масенко Терень Германович
Терень (Терентій) Германович Масенко (28 жовтня (10 листопада) 1903, Глодоси — 6 серпня 1970, Київ) — український журналіст, поет, перекладач. Член літературної організації «Плуг». Автор спогадів про поетів, драматургів «розстріляного відродження». Після Другої світової війни спеціалізувався на творенні україномовних пісенних шлягерів.

## Життєпис
Народився 28 жовтня (10 листопада) 1903 року в селі Глодоси (тепер Новоукраїнського району Кіровоградської області) у незаможній селянській родині. Навчався на робітфаку Кам'янець-Подільського сільськогосподарського інституту, а пізніше в Харківському інституті народної освіти. 1930 року закінчив факультет журналістики Комуністичного університету імені Артема при ЦК КПУ.

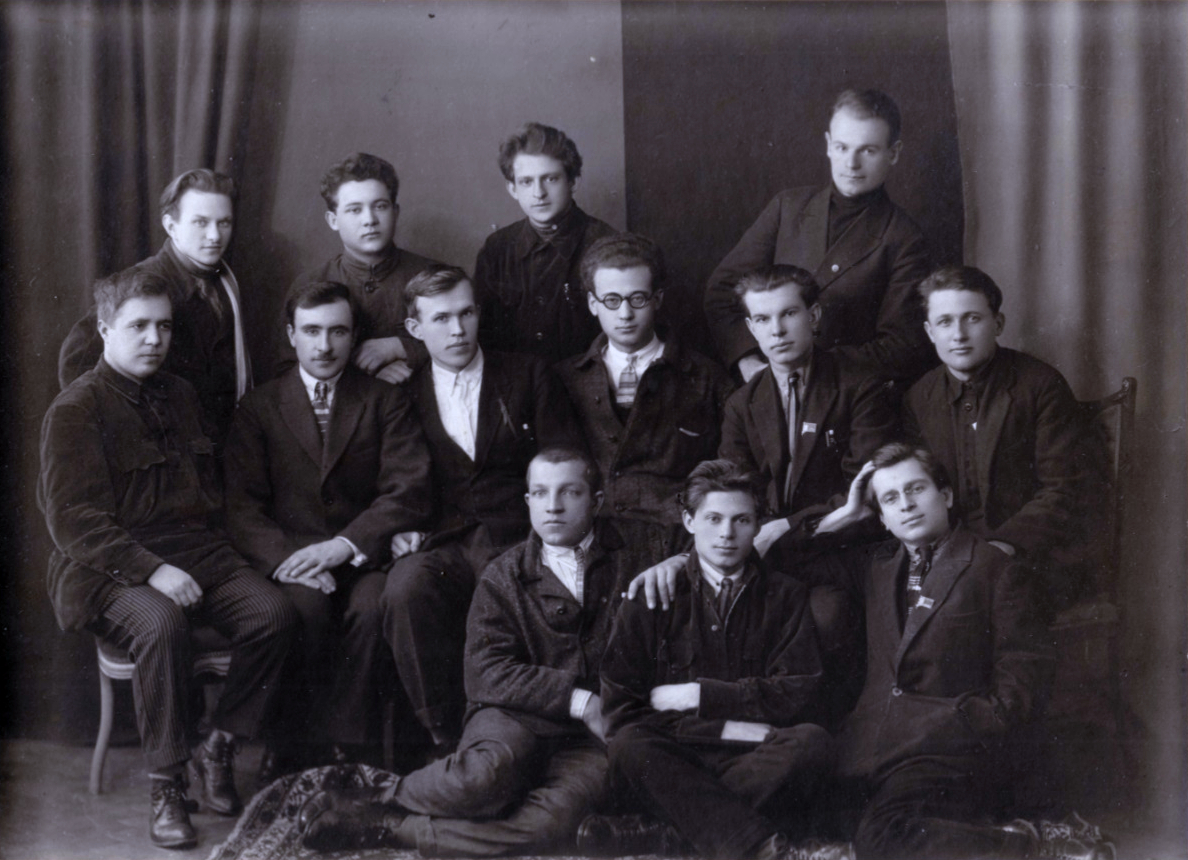
Літературна організація «Молодняк». 1927. Зліва направо: сидять унизу Олексій Кундзіч, Павло Усенко, Петро Голота; в середньому ряду Дмитро Гордієнко, Олесь Донченко, Терень Масенко, Леонід Первомайський, Іван Момот, Марко Кожушний; стоять угорі Іван Ковтун (Юрій Вухналь), Ярослав Гримайло, Борис Даніман (завідувач відділу друку ЦК ЛКСМУ і член редколегії журналу «Молодняк»), Володимир Кузьмич.

Працював у редакціях газети «Червоний кордон», журналів «Молодняк» і «Перець», а у роки німецько-радянської війни на радіостанції імені Тараса Шевченка та в редакції газети «Соціалістична Харківщина».
Дебютував Терень Масенко «Маршем робітфаківців» у 1924 році. Перша збірка поезій «Степова мідь» вийшла 1927 року. Працював письменник також як нарисовець та автор книжок для дітей. Чимало віршів Т. Масенка поклали на музику композитори Георгій та Платон Майбороди, Л. Ревуцький («Пісня про Дніпро», «Дніпровські хвилі»), А. Філіпенко, М. Дремлюга, К. Домінчен, І. Шамо, Я. Цегляр та інші. Значне місце у творчості поета належить епічному жанру (роман у віршах «Степ»). Останній, виданий за життя, прозовий твір — есеї та спогади про митців-побратимів Павла Тичину, Максима Рильського, Анатолія Петрицького, братів Майбородів, Джамбула та Янку Купалу, Андрія Малишка «Роман пам'яті».

Могила Тереня Масенка

Мешкав у Києві в будинку письменників Роліті. Помер 6 серпня 1970 року. Похований у Києві на Байковому кладовищі.

## Навчання
Пройшов усі щаблі новоствореної комуністичної системи освіти: навчався на робітфаку Кам'янець-Подільського сільсько-господарського інституту; в Харківському інституті народної освіти; на курсах журналістики при ЦК КП(б)У; закінчив Комуністичний університет ім. Артема (Харків).

## Літературна діяльність
Працював у редакціях журналів «Молодняк» (1927—1930), «Перець» (1930—1932). У роки Другої світової війни поета мобілізовано до сталінського війська, де призначено репортером радіостанції ім. Шевченка в поволзькому міста Саратов (РРФСР). Перша книжка — збірка «Степова мідь» (1927), потім — «Наша Азія» (1933), «У стані воїнів» (1944), післявоєнні — «Київські каштани» (1954), Сорок весен" (1957), «Як пахне земля» (1958), «Вишневі зорі України» (1960), передсмертна — «Багряні жоржини» (1969).
Автор віршованого роману «Степ» (кн.1 — 1938, кн.2 — 1968) — історія українсько-російських воєн першої чверті ХХ ст. Уклав своєрідну хрестоматію спогадів про класиків української культури «Роман пам'яті» (1970, нариси про П. Тичину, М. Рильського, М. Куліша, А. Петрицького тощо). Пробував себе в дитячій прозі — «Казка нашого лісу» (1959), «Леся і сонце» (1964)
Уславився як «поет-пісняр».
Провадив широку перекладацьку роботу. З найвідоміших — переклади з Я. Купали, А. Кунанбаєва.

### Твори
Окремими виданнями вийшли такі збірки поезій та пісень:
- «Південне море» (1929),
- «Ключ пісень» (1930),
- «П'ятнадцята весна» (1932), [Архівовано 10 червня 2020 у Wayback Machine.]
- «Наша Азія» (1933),
- «Книга лірики» (1935),
- «Нові поезії» (1938),
- «Вітчизна» (1937),
- «Степ», роман у віршах (кн. І, 1938; кн. ІІ, 1968), [Архівовано 10 червня 2020 у Wayback Machine.]
- «У стані воїнів» (1944),
- «Срібна дорога» (1946),
- «Пісня миру» (1952),
- «Київські каштани» (1954),
- «Сорок весен» (1957),
- «Вишневі зорі України» (1960),
- «Твори» в 2-х томах (1963),
- «Багряні жоржини» (1969).

Після смерті письменника побачили світ:
- «Вибране» (1975),
- «Поезії» (1983).